# Ossa de Montiel
Ossa de Montiel község Spanyolországban, Albacete tartományban. Lakosainak száma 2216 fő (2024).

## Földrajza
Ossa de Montiel Villarrobledo, El Bonillo, Villahermosa, Alhambra és Ruidera községekkel határos.

## Népesség
A település lakosságának változását az alábbi diagram mutatja:
| Lakosok száma | 2755 | 2795 | 2788 | 2706 | 2641 | 2530 | 2422 | 2307 | 2241 | 2216 |
|               | 2001 | 2004 | 2006 | 2009 | 2011 | 2014 | 2016 | 2019 | 2021 | 2024 |